# Hexen
Hexen (C6H12) je organická sloučenina (konkrétně uhlovodík ze skupiny alkenů (s šesti atomy uhlíku v molekule)). Existuje několik izomerů hexenu, lišících se podle umístění dvojných vazeb a rozvětvení uhlíkového řetězce. Jedním z průmyslově nejvíce používaných izomerů je 1-hexen.

## Izomery
Zde je přehled nerozvětvených izomerů hexenu:
| Název        | Chemický vzorec#Strukturní vzorec | číslo CAS  | Teplota tání (°C) | Teplota varu (°C) | Hustota (g/cm3) | Index lomu (589 nm) |
| ------------ | --------------------------------- | ---------- | ----------------- | ----------------- | --------------- | ------------------- |
| Hex-1-en     |                                   | 592-41-6   | −139,76           | 63,48             | 0,6685 (25 °C)  | 1,3852 (25 °C)      |
| (E)-hex-2-en |                                   | 4050-45-7  | −133              | 67,9              | 0,6733 (25 °C)  | 1,3936 (20 °C)      |
| (Z)-hex-2-en |                                   | 7688-21-3  | −141,11           | 68,8              | 0,6824 (25 °C)  | 1,3979 (20 °C)      |
| (E)-hex-3-en |                                   | 13269-52-8 | −115,4            | 67,1              | 0,6772 (20 °C)  | 1,3943 (20 °C)      |
| (Z)-hex-3-en |                                   | 7642-09-3  | −137,8            | 66,4              | 0,6778 (20 °C)  | 1,3947 (20 °C)      |

## Použití
Hexen se používá jako prekurzor ethylenu, z něhož se následně vyrábí polyethylen:
C6H12 → 3 C2H4,
n C2H4 → (CH2)2n.